# Црква Свете великомученице Недеље у Заплањској Топоници
Црква Свете великомученице Недеље у Заплањској Топоници у Топоници (општина Гаџин Хан), посвећена Светој великомученици Недељи припада Епархији нишкој Српске православне цркве.